# Philippe Martineau
Pour les articles homonymes, voir Martineau.
Philippe Martineau (né le 5 juillet 1919 à Sainte-Soulle et mort le 25 mai 1997 à Nice,) est un coureur cycliste français, actif dans les années 1940 et 1950.

## Biographie
Professionnel de 1943 à 1952, Philippe Martineau s'est principalement illustré dans des courses régionales. Il a également terminé troisième d'une étape de Paris-Nice en 1946. 

## Palmarès
- 1942
  - 3e du Circuit de l'Indre
- 1944
  - Grand Prix du Pneumatique
- 1945
  - 2e du Circuit de la vallée de la Creuse
- 1946
  - 3e du Grand Prix des Sports
- 1947
  - 3e du Circuit de la vallée de la Creuse
- 1948
  - Circuit des Deux Ponts
  - 2e du Grand Prix de l'Équipe
  - 3e du Tour du Calvados
- 1951
  - 3e du Tour de la Charente-Maritime
- 1954
  - 2e de Paris-Vierzon